# Albert Hotopp
Albert Hotopp (né le 20 septembre 1886 à Berlin, mort après le 1er août 1942 en URSS) est un écrivain allemand.

## Biographie
Albert Hotopp est le fils d'un forgeron. Après sa formation comme serveur, il exerce ce métier jusqu'en 1904. Il vient à Brême où il est machiniste puis travaille dans la marine marchande. Il fait alors connaissance avec la mouvement ouvrier en Grande-Bretagne. Il rejoint le SPD et travaille comme mécanicien de la signalisation ferroviaire. Déçu par le parti, il s'intéresse un peu en 1912 à l'anarcho-syndicalisme. Hotopp est employé dans la presse syndicale. Pendant la Première Guerre mondiale, il est un opérateur radio.
Albert Hotopp participe à la révolution allemande de 1918-1919 et adhère à l'USPD puis au KPD. Il est chauffagiste et grutier et membre du comité d'entreprise. Après une grève, il est accusé de haute trahison et condamné à trois ans de prison qu'il purge à Cottbus de 1923 à 1926. Il écrit des premières nouvelles qui sont publiées dans Die Rote Fahne. Après sa libération, Hotopp devient en 1929 un leader du KPD du quartier de Berlin-Prenzlauer Berg et devient conseiller municipal. Il est membre du Roter Frontkämpferbund et de l'Association des écrivains prolétariens révolutionnaires ; il se lie d'amitié avec Willi Bredel.
Après l'arrivée des nazis au pouvoir, il vit dans la clandestinité jusqu'en février 1934. Il émigre alors en Union soviétique, où il travaille dans l'édition germanophone et est chargé de cours d'allemand dans un institut de Moscou. Il est arrêté par les Soviétiques le 22 mai 1941 et condamné au peloton d'exécution le 1er août 1942. On perd alors sa trace, sans doute a-t-il été envoyé dans un goulag.
Albert Hotopp est connu pour son roman Fischkutter H.F. 13, décrivant le monde du travail marin dans un style réaliste conformément à l'idéologie soviétique. Les trois autres recueils de nouvelles publiés en URSS parlent de ses expériences d'ouvrier et de la guerre ainsi que de la résistance au nazisme.

## Œuvre
- Fischkutter H.F. 13, Berlin 1930
- Stürme überm Meer, Engels 1933
- Die Unbesiegbaren, Engels 1935
- Stander "Z", Moscou 1936

## Source de la traduction
- (de) Cet article est partiellement ou en totalité issu de l’article de Wikipédia en allemand intitulé « Albert Hotopp » (voir la liste des auteurs).